# Ettore Bianco
Ettore Bianco (ur. 3 czerwca 1900 roku) – włoski kierowca wyścigowy.

## Kariera
W swojej karierze wyścigowej Bianco poświęcił się startom w wyścigach Grand Prix, głównie w klasie Voiturette. W latach 1935, 1937 stawał na drugim stopniu podium w klasie Voiturette Coppa Acerbo. Ten sam sukces powtórzył w Grand Prix Szwajcarii 1938.